# Babette von Kienlin
Babette von Kienlin (* 9. Mai 1962 in Hamburg als Babette Einstmann) ist eine deutsch-britische Fernsehmoderatorin.

## Leben
Als Tochter einer britischen Innenarchitektin und eines deutschen Arztes wuchs sie zweisprachig auf. Nach dem Abitur 1980, einem Französischdiplom und einer Ausbildung als Theaterkauffrau am Ernst-Deutsch-Theater in Hamburg studierte sie von 1985 bis 1989 Publizistik an der Ludwig-Maximilians-Universität in München. Währenddessen wurde sie Moderatorin beim Privatsender Tele 5 und arbeitet seit 1987 hauptsächlich für das ZDF. Unter anderem moderierte sie Die Knoff-Hoff-Show, das ZDF Sonntagskonzert, die Starparade, ML Mona Lisa und den jährlich vom Bundespräsidenten ausgeschriebenen Deutschen Zukunftspreis. Ihr Volontariat absolvierte sie im ZDF-Auslandsstudio London.
Neben ihrer Tätigkeit für das ZDF arbeitete Babette von Kienlin als Gastdozentin an der Hochschule für Fernsehen und Film München.
Seit der ersten Sendung von 1998 bis zur letzten Sendung 2023 präsentierte sie für das ZDF die drehscheibe sowie als Vertretung zeitweise hallo deutschland.
Darüber hinaus engagiert sie sich seit 2002 auch in der Stiftung Bärenherz, einer Stiftung für schwerstkranke Kinder eines Kinderhospizes in Wiesbaden. Außerdem ist sie Botschafterin von Menschen für Menschen.

## Privates
Von Kienlin ist seit 1994 mit einem IT-Sicherheitsexperten und ehemaligen Manager der Firma Sophos verheiratet und ist Mutter einer Tochter.